# فريدريك ماير (رجل أعمال)
فريدريك ماير (بالإنجليزية: Frederik Meijer)‏ هو فاعل خير وشخصية أعمال أمريكي، ولد في 12 يوليو 1919 في غرينفيل في الولايات المتحدة، وتوفي في 25 نوفمبر 2011.